# Alliancevåben
Alliancevåben er betegnelsen for to eller flere sammenstillede heraldiske våben, for at vise alliancen mellem to forskellige våbenbærere, f.eks. lande, personer eller adelige huse. Alliancevåben kendes fra slutningen af 1200-tallet.
Der findes to grundformer af alliancevåben. Et hvor de to våben er sammenstillet af et spaltet våben, eller et hvor de to våben står ved siden siden af hinanden. Våbnet til højre har højest rang.
Alliancevåben anvendes ofte for at vise alliancen mellem to personer, som bliver gift. I så tilfælde er det altid mandens våben til højre, og skjoldene får en fælles krone med manden krone, hvis han har en sådan.